# Perinereis
Perinereis är ett släkte av ringmaskar som beskrevs av Johan Gustaf Hjalmar Kinberg 1866. Perinereis ingår i familjen Nereididae.

## Dottertaxa tillPerinereis, i alfabetisk ordning[1][2]
- Perinereis aberrans
- Perinereis aculeata
- Perinereis akuna
- Perinereis amblyodonta
- Perinereis anderssoni
- Perinereis arabica
- Perinereis bajacalifornica
- Perinereis barbara
- Perinereis binongkae
- Perinereis brevicirrata
- Perinereis brevicirris
- Perinereis broomensis
- Perinereis caeruleis
- Perinereis calmani
- Perinereis camiguina
- Perinereis camiguinoides
- Perinereis capensis
- Perinereis cariacoensis
- Perinereis cariboea
- Perinereis cavifrons
- Perinereis cultrifera
- Perinereis curvata
- Perinereis dongalae
- Perinereis elenacasoi
- Perinereis exsul
- Perinereis falklandica
- Perinereis falsovariegata
- Perinereis floridana
- Perinereis gualpensis
- Perinereis helleri
- Perinereis heterodonta
- Perinereis horsti
- Perinereis jascooki
- Perinereis macropus
- Perinereis maindroni
- Perinereis malayana
- Perinereis marioni
- Perinereis marionii
- Perinereis mathaii
- Perinereis mochimaensis
- Perinereis monterea
- Perinereis neocaledonica
- Perinereis nigropunctata
- Perinereis nuntia
- Perinereis obfuscata
- Perinereis oliveirae
- Perinereis olivierae
- Perinereis osoriotafalli
- Perinereis perspicillata
- Perinereis ponuiensis
- Perinereis pseudocamiguina
- Perinereis pseudocavifrons
- Perinereis quatrefagesi
- Perinereis rhombodonta
- Perinereis rullieri
- Perinereis rumphii
- Perinereis seridentata
- Perinereis singaporiensis
- Perinereis stimpsonis
- Perinereis striolata
- Perinereis suluana
- Perinereis taorica
- Perinereis tenuisetis
- Perinereis tobeloana
- Perinereis vallata
- Perinereis vancaurica
- Perinereis variodentata
- Perinereis weijhouensis
- Perinereis villalobosi